# Telosticta tubau
Telosticta tubau là loài chuồn chuồn trong họ Platystictidae. Loài này được Dow mô tả khoa học đầu tiên năm 2010.